# Theia (cómic)
Theia es un personaje ficticio que aparece en los cómics estadounidenses publicados por Marvel Comics. Ella es una antigua mutante que vivió hace dos billones de años.

## Historial de publicación
Theia apareció por primera vez en Marauders Vol. 2 #4, en julio de 2022 y fue creada por Steve Orlando y Eleonora Carlini.

## Biografía ficticia

### Merodeadores
Theia vivió hace dos billones de años en una antigua sociedad mutante conocida como Threshold. Su civilización fue aniquilada por diversos invasores, pero ella, junto a los mutantes Amass y Crave sobrevivió encerrándose a sí mismos en una cápsula del tiempo, con el fin de conservar la historia de su nación y poder ser liberados en un futuro.
La cápsula fue descubierta por Kate Pryde y Cassandra Nova, descubriendo gracias a la intervención de la emperatriz Shi'ar Xandra, que fueron los antepasados de estos quienes destruyeron esta civilización. Finalmente, Theia y sus compañeros fueron resucitados en la nueva nación mutante de Krakoa. Aunque confusos y consternados, los 3 se mostraron muy alegres de haber llegado hasta allí. Theia, además, comenzó una relación romántica con Tempo.
Tras su breve estancia en Krakoa, los Merodeadores (formados por Kate Pryde, Cassandra Nova, Tempo, Kwannon, Somnus, Bishop, Daken y Aurora), decidieron embarcarse en un viaje temporal junto a Theia y el resto con el fin de salvar su civilización mutante sin cambiar de forma drástica el transcurso de la historia.
En esta época hicieron frente al viajero temporal John Sublime, así como a una raza alienígena conocida como los Unbreathing, característicos por su habilidad para matar a otros seres vivos a través de la extracción completa del oxígeno de su cuerpo. Algunos mutantes, entre ellos Crave y Daken, murieron, pero Theia consiguió escapar con los demás y llegar hasta Grove (posteriormente Okkara), la líder de la resistencia en Threshold.
Durante su segunda estancia en Threshold, Theia y Tempo siguieron explorando sus mutuos sentimientos románticos, mostrándose cada vez más unidas.
Más tarde, en una misión desesperada por salvar Threshold, Bishop y Cassandra Nova trataron de usar sus poderes para liberar los mares de ese mundo de los ejércitos de John Sublime, fracasando en el intento. Finalmente, los Merodeadores comprendieron que sus esfuerzos allí eran en vano, pues de acuerdo con la historia, Threshold estaba destinada a desaparecer. Esta vez, en lugar de encerrarse en la cápsula del tiempo, Theia y Amass se quedaron a defender su planeta, mientras que el resto de Merodeadores volvieron al presente.
Sin embargo, Theia, junto a sus compañeros Crave y Amass, fueron resucitados dos millones de años después en el presente, quedándose a vivir en Krakoa y sirviendo como el legado de Threshold. De este modo, y contra las expectativas de Tempo, Theia pudo continuar a su lado y seguir explorando su relación amorosa.
Tiempo después, por petición de Kate, Theia participó en una misión de los Merodeadores en Genosha. Ambas hablaron sobre la posibilidad de que los actuales mutantes fuesen los verdaderos fundadores de Threshold, lo que llevó a Kate a iniciar la reconstrucción de este en Genosha con la ayuda de las mutantes Wicked, Cerebra, Aurora y Polaris.
Polaris fue la responsable de crear con sus poderes de magnetismo una nueva cápsula 
bajo la supervisión de Theia, quien nombró la acción como "un acto sagrado". Junto a Crave y Amass, estuvo presente cuando Kate y los Merodeadores, con la colaboración de Cerebra, resucitaron Threshold y a todos sus habitantes en las antiguas ruinas de Genosha. Tras esto, Theia celebró la resurrección de su pueblo con Tempo, y comenzó a narrar como historiadora la nueva historia de Threshold.